# Бучило Пилип Степанович
Пилип Бучило (Бучило Пилип Степанович; (нар. 1892 Холмщина  — пом. 1977, Львів)   — географ, професор, доктор географічних наук, історик, археолог, український релігійний діяч, єпископ Миколаївський УАПЦ..  

## Життєпис
У рідній Холмщині закінчив православну духовну семінарію. З 1910 по 1912 роки працював вчителем і очолював двокласну земську школу спершу на Холмщині, а згодом і на Волині.
Поїхав до Росії, де здобув освіту в духовній академії Казані, на юридичному факультеті Казанського університету. Там же працював у земській архівній комісії (вивчав етнографію).
Пилип Бучило також закінчив Московський археологічний інститут, працював у науковому комітеті при ньому.
Згодом Бучило 5 семестрів навчався у Київському комерційному інституті, працював під керівництвом професора Туган-Барановського, а також у Науковому товаристві економістів у Києві.
У 1920—1921 роках читав лекції у київських вишах.
Брав участь у створенні УАПЦ. Був висвячений на єпископа Миколаївського і Херсонського та разом із єпископом Одеським і Балтським Антоном Гриневичем очолив єдину адміністративно-територіальну одиницю української автокефалії під назвою «Степ».
Відтоді, з 1922-го, єпископ Пилип перебрався до Миколаєва, поєднував духовну діяльність із роботою у міському Науковому товаристві при ВУАН.
Також з 1923 року єпископ Пилип брав участь у комісії зі складання історико-географічного словника української землі при ВУАН.
Навесні й влітку 1923-го в Миколаєві загострилася боротьба за кафедральний собор поміж парафіянами УАПЦ, які підтримували єпископа Пилипа, так званими «бучиловцями» і «гуричівцями» (прихильники протоієрея Миколи Гурича, який відстоював так зване братство «Церква Жива»). Конфлікт поширився на всю околицю і призвів до відходу парафіян від УАПЦ.
Відтак у другій половині 1923 року єпископ Пилип залишив єпархію.
У 1925–1926 роках Пилип Бучило брав участь в Археографічній комісії ВУАН, вивчав економічну історію України XVIII століття.
Бучило брав участь у дослідженні Ольвії під час розкопок на Херсонщині.
У 1930-х Бучила заарештувала радянська влада і заслала в Сибір.
Захистив докторську дисертацію на тему: “Фізико-географічні ландшафти та природні сільськогосподарські ресурси Прибайкалля” (1937-1940 рр.).

## Львівський період: 1944-1977 рр.
Одразу після Другої світової війни Пилип Бучило повернувся в Україну, був на географічному факультеті у Львівському університеті.
З  1944 р. Бучило П.С. працював у Львові завідувачем кафедри фізичної географії Львівського державного університету (до 1947 р.) та деканом геолого-географічного факультету ЛДУ, професором кафедри фізичної географії, проректором навчальної частини ЛДУ, (з 1945 р) та в.о. ректора ЛДУ (у 1945 р замість проф. Білякевича), а також в. о. доцента кафедри геоморфології (1951-1952 р)..
П.С.Бучило відмовлявся читати геоморфологічні дисципліни, наголошуючи при цьому, що він за освітою - фізико-географ. Ймовірно, це послужило причиною “звільнення його у 1952 році з університету у зв’язку з відсутністю педагогічного навантаження. .
У 1953 році був прийнятий на посаду старшого викладача кафедри фізичної географії, а з 1959 року - завідував кабінетом землезнавства географічного факультету. У 1968 р був звільнений з роботи у зв’язку з виходом на пенсію. Помер у 1977 р. Похований на Янівському цвинтарі (єврейська частина).